# Kajman karłowaty
Kajman karłowaty, kajman Cuviera (Paleosuchus palpebrosus) – gatunek gada z rodziny aligatorowatych.
OpisNa grzbiecie i brzuchu ma pancerz z kostnych płyt. Budowa głowy różni się od pozostałych krokodyli - jest krótka, bardzo gładka i wklęsła z wysoką czaszką i zadartym pyskiem oraz dolną szczęką wyraźnie podniesioną do góry. Kształt czaszki może mieć związek z kopaniem nor, których używają jako schronienia podczas dnia. Młode są brązowe ze słabymi paskami. Dorosłe są ciemniejsze. Głowa barwy czekoladowo-brązowej z takim kolorem tęczówki. Dolna szczęka w białe paski. W odróżnieniu od innych kajmanów toleruje chłodniejszą wodę.
RozmiaryPrzed 2010 rokiem uznawany za najmniejszego przedstawiciela aligatorowatych i najmniejszego w ogóle ze wszystkich krokodyli, o długości ciała samców 1,5–1,6 m i długości ciała samic 1,2 m. Campos, Sanaiotti i Magnusson (2010) stwierdzili jednak, że całkowita długość ciała tych kajmanów jest niedoszacowywana z uwagi na utratę końcówki ogona przez wielu przedstawicieli gatunku. Szacując całkowitą długość ciała na podstawie długości ciała bez ogona autorzy stwierdzili, że wielu przedstawicieli tego gatunku bez uszkodzeń ogona przekraczałoby 1,8 m długości, a największy zbadany przed nich osobnik osiągnąłby 2,1 m długości. Oznacza to, że kajmany karłowate osiągają rozmiary porównywalne z rozmiarami aligatorów chińskich i krokodylowatych z rodzaju Osteolaemus.
BiotopRzeki wylewające w porze deszczowej porośnięte nadbrzeżnym lasem pomiędzy Amazonką i Orinoko oraz zalewowe lasy wokół większych jezior. Także małe strumienie i większe rzeki w Boliwii z odsłoniętym brzegiem.
PokarmRyby i wodne bezkręgowce: kraby, mięczaki, krewetki, a także lądowe bezkręgowce. Ich krótkie zakrzywione do tyłu zęby są szczególnie przystosowane do kruszenia skorupiaków. Młode żywią się małymi bezkręgowcami w tym owadami.
BehawiorKopie nory, w których spędza dzień. Wieczorem odbywa wędrówki nawet na znaczne odległości.
RozmnażanieSamica buduje gniazdo w kształcie kopca najczęściej w ukrytym miejscu, do którego składa od 10 do 25 jaj. Okres inkubacji trwa ok. 90 dni. Świeżo wylęgnięty młody nie może wejść od razu do wody, a dopiero gdy wyschnie warstwa śluzu, którą jest pokryty.
WystępowanieAmeryka Południowa: Boliwia, Brazylia, Kolumbia, Ekwador, Gujana Francuska, Gujana, Paragwaj, Peru, Surinam, Wenezuela. Szacowana dzika populacja wynosi: ponad 1.000.000 osobników.